# Glacera de Rongbuk
La Glacera de Rongbuk es troba a l'Himàlaia, al sud del Tibet. La glacera compta amb unes altres dues grans glaceres tributàries afluents, la Glacera de Rongbuk Oriental i l'Occidental que s'uneixen a la principal que flueix cap al nord, s'endinsa al Tibet i forma la Vall de Rongbuk. El Monestir de Rongbuk es troba al final de la Vall de Rongbuk.
L'Everest és la font d'origen de la Glacera de Rongbuk i de la Glacera de Rongbuk Oriental. La Glacera Occidental passa per la base del Pumori (7.161 msnm), on se li uneix la glacera del mateix nom.
Les expedicions que intenten escalar l'Everest per la cara nord utilitzen la glacera per assolir el Camp Base Avançat a l'inici de la Glacera Oriental. D'allà, les expedicions es dirigeixen al Coll Nord i, després a l'Aresta Nord-est al seu camí cap al cim.
L'anglès George Mallory va fer un reconeixement de la Vall de Rongbuk i les seves glaceres mentre buscava rutes possibles per a l'ascensió a l'Everest durant el primer reconeixement de la regió realitzat per occidentals el 1921.